# NRJ Music Award de la collaboration francophone de l'année
 (mai 2025).
Si vous disposez d'ouvrages ou d'articles de référence ou si vous connaissez des sites web de qualité traitant du thème abordé ici, merci de compléter l'article en donnant les références utiles à sa vérifiabilité et en les liant à la section « Notes et références ».
Le prix de la Collaboration francophone de l'année est une récompense musicale décernée lors des NRJ Music Awards.

## Palmarès
| Année                | Artiste                     |
| -------------------- | --------------------------- |
| 2020 (Paris Edition) | Soolking & Dadju            |
| 2021                 | Amel Bent & Hatik           |
| 2022                 | Bigflo et Oli & Julien Doré |
| 2023                 | Slimane & Claudio Capéo     |
| 2024                 | Dadju & Tayc                |